# O-33 (Turkije)
De O-33 of Otoyol 33 (Autosnelweg 33) is een autosnelweg in Turkije. De autosnelweg is 55 kilometer lang en verbindt Menemen met Çandarli aan de Turkse westkust. De O-33 sluit in Menemen aan op de O-30. De snelweg werd aangelegd tussen 2017 en 2019. 
Tot 2015 droeg de ringsnelweg van Bursa het wegnummer O-33. Die O-33 daar wordt sinds 2015 evenwel niet meer als dusdanig aangeduid gezien het westelijk deel onderdeel werd van de O-5 en het oostelijk deel onderdeel werd van de O-22.
O-1 · 
O-2 · 
O-3 · 
O-4 · 
O-5 · 
O-6 · 
O-7 · 
O-20 · 
O-21 · 
O-21A · 
O-22 · 
O-30 · 
O-31 · 
O-32 · 
O-33 · 
O-50 · 
O-51 · 
O-52 · 
O-53 · 
O-54 · 
O-57